# Hemsön
Hemsön es una isla en el mar de Botnia, al noreste de Härnösand, en la desembocadura del río Angerman. Su superficie es de 54 kilómetros cuadrados y su población es de 140 personas según datos del año 2006. Administrativamente hace parte de la Provincia de Västernorrland en las coordenadas geográficas 62°43′N 18°04′E / 62.717, 18.067